# Ruth Charney
Ruth Michele Charney (nacida en 1950) es una matemática estadounidense conocida por su trabajo en teoría de grupos geométricos y grupos de Artin. Tiene la Cátedra Theodore y Evelyn G. Berenson en Matemáticas en la Universidad de Brandeis. Ella estaba en el primer grupo de matemáticos nombrado Fellows of the American Mathematical Society.  Se desempeñó como presidenta de la Asociación de Mujeres en Matemáticas durante 2013-2015, y es la actual presidenta de la American Mathematical Society para el período 2021-2023.

## Biografía
Charney asistió a la Universidad de Brandeis y se graduó en matemáticas en 1972. Luego asistió a Merce Cunningham Dance Studio durante un año. Recibió su Ph.D. de la Universidad de Princeton en 1977 bajo la tutoría de Wu-Chung Hsiang.

### Carrera
Después de su graduación de Princeton, Charney tomó un puesto postdoctoral en la Universidad de California, Berkeley, seguido de un puesto postdoctoral NSF / puesto de profesora asistente en la Universidad de Yale. Trabajó para la Universidad Estatal de Ohio hasta 2003, cuando volvió a trabajar en la Universidad Brandeis.

### Publicaciones destacadas
- Charney, Ruth; Davis, Michael W. Finite K(π,1)s for Artin groups. Prospects in topology (Princeton, NJ, 1994), 110–124, Ann. of Math. Stud., 138, Princeton Univ. Press, Princeton, NJ, 1995. MR1368655
- Charney, Ruth Geodesic automation and growth functions for Artin groups of finite type. Math. Ann. 301 (1995), no. 2, 307–324. MR1314589
- Charney, Ruth Artin groups of finite type are biautomatic. Math. Ann. 292 (1992), no. 4, 671–683. MR1157320
- Charney, Ruth An introduction to right-angled Artin groups. Geom. Dedicata 125 (2007), 141–158. MR2322545

## Reconocimientos
- En 2013, Charney fue nombrada miembro de la American Mathematical Society en la clase inaugural.[2]
- En 2017, fue seleccionada como becaria de la Asociación de Mujeres en Matemáticas en la clase inaugural.[8]